# Joshua Yong
Joshua Yong (Bandar Seri Begawan, 24 luglio 2001) è un nuotatore australiano, vincitore di un bronzo olimpico nella 4x100 metri misti mista a Parigi 2024 e della medaglia d'oro ai campionati mondiali di nuoto in vasca corta 2022 nella 4×100 metri mista.

## Palmarès
- Giochi olimpici

Parigi 2024: bronzo nella 4x100m misti mista.
- Mondiali in vasca corta

Melbourne 2022: oro nella 4x100m misti.